# 争取正义与和平爱国者同盟
争取正义与和平爱国者同盟（缩写为CPJP）是中非共和国的一支反政府武装，2004年，它曾参加中非共和国内战，2011年6月12日，它和中非共和国政府签订了和平协议。

## 沿革
2012年8月25日，“争取正义与和平爱国者同盟”的代表的阿卜杜拉·伊森斯和中非共和国政府签署了一份2011年停火和平协议。
2012年下半年，“争取正义与和平爱国者同盟”在2012－2013年中非共和国冲突中占领了中非共和国的城市錫布、大马拉、德科拉。